# Puchar Świata w łyżwiarstwie szybkim 1996/1997
Puchar Świata w łyżwiarstwie szybkim 1996/1997 był 12. edycją tej imprezy. Cykl rozpoczął się 23 listopada 1996 roku w stolicy Niemiec - Berlinie, a zakończył 2 marca 1997 roku w innym niemieckim mieście, Inzell.
Puchar Świata rozgrywano w 11 miastach, w 10 krajach, na 3 kontynentach. 
Wśród kobiet triumfowały: Chinka Xue Ruihong na 500 m, Niemka Franziska Schenk na 1000 m, jej rodaczka - Gunda Niemann na 1500 m oraz Holenderka Tonny de Jong w klasyfikacji 3000/5000 m. Wśród mężczyzn zwyciężali: Japończyk Hiroyasu Shimizu na 500 m i 1000 m oraz Holender Rintje Ritsma na 1500 m i w klasyfikacji 5000/10 000 m.

## Medaliści zawodów

### Kobiety

#### Wyniki
| Data                        | Miejsce                                                      | Konkurencja                                                  | Zwycięzca                                                    | 2. miejsce                                                   | 3. miejsce                                                   |
| --------------------------- | ------------------------------------------------------------ | ------------------------------------------------------------ | ------------------------------------------------------------ | ------------------------------------------------------------ | ------------------------------------------------------------ |
| 23-24 listopada 1996        | Berlin                                                       | 1500 m (23 listopada)                                        | Gunda Niemann                                                | Tonny de Jong                                                | Kirstin Holum                                                |
| 23-24 listopada 1996        | Berlin                                                       | 3000 m (24 listopada)                                        | Tonny de Jong                                                | Carla Zijlstra                                               | Gunda Niemann                                                |
| 30 listopada-1 grudnia 1996 | Heerenveen                                                   | 3000 m (30 listopada)                                        | Tonny de Jong                                                | Barbara de Loor                                              | Gunda Niemann                                                |
| 30 listopada-1 grudnia 1996 | Heerenveen                                                   | 1500 m (1 grudnia)                                           | Tonny de Jong                                                | Gunda Niemann                                                | Barbara de Loor                                              |
| 7-8 grudnia 1996            | Jeonju                                                       | 500 m (7 grudnia)                                            | Xue Ruihong                                                  | Swietłana Żurowa                                             | Franziska Schenk                                             |
| 7-8 grudnia 1996            | Jeonju                                                       | 1000 m (7 grudnia)                                           | Franziska Schenk                                             | Shiho Kusunose                                               | Marianne Timmer                                              |
| 7-8 grudnia 1996            | Jeonju                                                       | 500 m (8 grudnia)                                            | Kyōko Shimazaki                                              | Franziska Schenk                                             | Tomomi Okazaki                                               |
| 7-8 grudnia 1996            | Jeonju                                                       | 1000 m (8 grudnia)                                           | Franziska Schenk                                             | Marianne Timmer                                              | Chris Witty                                                  |
| 14-15 grudnia 1996          | Hamar                                                        | 3000 m (14 grudnia)                                          | Tonny de Jong                                                | Gunda Niemann                                                | Swietłana Bażanowa                                           |
| 14-15 grudnia 1996          | Hamar                                                        | 5000 m (15 grudnia)                                          | Tonny de Jong                                                | Gunda Niemann                                                | Carla Zijlstra                                               |
| 14-15 grudnia 1996          | Ikaho                                                        | 500 m (14 grudnia)                                           | Kyōko Shimazaki                                              | Xue Ruihong                                                  | Franziska Schenk                                             |
| 14-15 grudnia 1996          | Ikaho                                                        | 1000 m (14 grudnia)                                          | Franziska Schenk                                             | Shiho Kusunose                                               | Chris Witty                                                  |
| 14-15 grudnia 1996          | Ikaho                                                        | 500 m (15 grudnia)                                           | Tomomi Okazaki                                               | Kyōko Shimazaki                                              | Xue Ruihong                                                  |
| 14-15 grudnia 1996          | Ikaho                                                        | 1000 m (15 grudnia)                                          | Franziska Schenk                                             | Kyōko Shimazaki                                              | Tomomi Okazaki                                               |
| 3-4 stycznia 1997           | Calgary                                                      | 500 m (3 stycznia)                                           | Franziska Schenk                                             | Tomomi Okazaki                                               | Swietłana Żurowa                                             |
| 3-4 stycznia 1997           | Calgary                                                      | 1000 m (3 stycznia)                                          | Franziska Schenk                                             | Sabine Völker                                                | Chris Witty                                                  |
| 3-4 stycznia 1997           | Calgary                                                      | 500 m (4 stycznia)                                           | Tomomi Okazaki                                               | Franziska Schenk                                             | Xue Ruihong                                                  |
| 3-4 stycznia 1997           | Calgary                                                      | 1000 m (4 stycznia)                                          | Sabine Völker                                                | Chris Witty                                                  | Franziska Schenk                                             |
| 10-12 stycznia 1997         | 94. mistrzostwa Europy w wieloboju 1997 – Heerenveen         | 94. mistrzostwa Europy w wieloboju 1997 – Heerenveen         | 94. mistrzostwa Europy w wieloboju 1997 – Heerenveen         | 94. mistrzostwa Europy w wieloboju 1997 – Heerenveen         | 94. mistrzostwa Europy w wieloboju 1997 – Heerenveen         |
| 11-12 stycznia 1997         | Milwaukee                                                    | 500 m (11 stycznia)                                          | Xue Ruihong                                                  | Franziska Schenk                                             | Swietłana Żurowa Chris Witty                                 |
| 11-12 stycznia 1997         | Milwaukee                                                    | 1000 m (11 stycznia)                                         | Chris Witty                                                  | Sabine Völker                                                | Becky Sundstrom                                              |
| 11-12 stycznia 1997         | Milwaukee                                                    | 500 m (12 stycznia)                                          | Xue Ruihong                                                  | Franziska Schenk                                             | Swietłana Żurowa                                             |
| 11-12 stycznia 1997         | Milwaukee                                                    | 1000 m (12 stycznia)                                         | Chris Witty                                                  | Sabine Völker                                                | Franziska Schenk                                             |
| 18-19 stycznia 1997         | Baselga di Pinè                                              | 1500 m (18 stycznia)                                         | Tonny de Jong                                                | Claudia Pechstein                                            | Swietłana Bażanowa                                           |
| 18-19 stycznia 1997         | Baselga di Pinè                                              | 5000 m (19 stycznia)                                         | Carla Zijlstra                                               | Kirstin Holum                                                | Claudia Pechstein                                            |
| 25-26 stycznia 1997         | Davos                                                        | 3000 m (25 stycznia)                                         | Gunda Niemann                                                | Claudia Pechstein                                            | Anni Friesinger                                              |
| 25-26 stycznia 1997         | Davos                                                        | 1500 m (26 stycznia)                                         | Gunda Niemann                                                | Swietłana Bażanowa                                           | Claudia Pechstein                                            |
| 1-2 lutego 1997             | 28. Mistrzostwa świata w wieloboju sprinterskim 1997 – Hamar | 28. Mistrzostwa świata w wieloboju sprinterskim 1997 – Hamar | 28. Mistrzostwa świata w wieloboju sprinterskim 1997 – Hamar | 28. Mistrzostwa świata w wieloboju sprinterskim 1997 – Hamar | 28. Mistrzostwa świata w wieloboju sprinterskim 1997 – Hamar |
| 14-16 lutego 1997           | 91. mistrzostwa świata w wieloboju 1997 – Nagano             | 91. mistrzostwa świata w wieloboju 1997 – Nagano             | 91. mistrzostwa świata w wieloboju 1997 – Nagano             | 91. mistrzostwa świata w wieloboju 1997 – Nagano             | 91. mistrzostwa świata w wieloboju 1997 – Nagano             |
| 22-23 lutego 1997           | Innsbruck                                                    | 500 m (22 lutego)                                            | Xue Ruihong                                                  | Marianne Timmer                                              | Jin Hua                                                      |
| 22-23 lutego 1997           | Innsbruck                                                    | 1000 m (22 lutego)                                           | Marianne Timmer                                              | Franziska Schenk                                             | Chris Witty                                                  |
| 22-23 lutego 1997           | Innsbruck                                                    | 500 m (23 lutego)                                            | Xue Ruihong                                                  | Sabine Völker                                                | Catriona Le May Doan                                         |
| 22-23 lutego 1997           | Innsbruck                                                    | 1000 m (23 lutego)                                           | Marianne Timmer                                              | Sabine Völker                                                | Chris Witty                                                  |
| 28 lutego-2 marca 1997      | Inzell                                                       | 500 m (28 lutego)                                            | Kyōko Shimazaki                                              | Marianne Timmer                                              | Tomomi Okazaki                                               |
| 28 lutego-2 marca 1997      | Inzell                                                       | 500 m (1 marca)                                              | Xue Ruihong                                                  | Tomomi Okazaki                                               | Kyōko Shimazaki                                              |
| 28 lutego-2 marca 1997      | Inzell                                                       | 1500 m (1 marca)                                             | Gunda Niemann                                                | Swietłana Bażanowa                                           | Anni Friesinger                                              |
| 28 lutego-2 marca 1997      | Inzell                                                       | 1000 m (2 marca)                                             | Marianne Timmer                                              | Sabine Völker                                                | Franziska Schenk                                             |
| 28 lutego-2 marca 1997      | Inzell                                                       | 3000 m (2 marca)                                             | Gunda Niemann                                                | Claudia Pechstein                                            | Anni Friesinger                                              |
| 7-9 marca 1997              | 2. mistrzostwa świata na dystansach 1997 – Warszawa          | 2. mistrzostwa świata na dystansach 1997 – Warszawa          | 2. mistrzostwa świata na dystansach 1997 – Warszawa          | 2. mistrzostwa świata na dystansach 1997 – Warszawa          | 2. mistrzostwa świata na dystansach 1997 – Warszawa          |

#### Klasyfikacje
| Lp. | Zawodnik             | Punkty |
| --- | -------------------- | ------ |
| 1.  | Xue Ruihong          | 385    |
| 2.  | Franziska Schenk     | 345    |
| 3.  | Tomomi Okazaki       | 340    |
| 4.  | Kyōko Shimazaki      | 287    |
| 5.  | Swietłana Żurowa     | 272    |
| 6.  | Sabine Völker        | 244    |
| 7.  | Catriona Le May Doan | 235    |
| 8.  | Marianne Timmer      | 205    |
| 9.  | Jin Hua              | 197    |
| 10. | Chris Witty          | 160    |

| Lp. | Zawodnik         | Punkty |
| --- | ---------------- | ------ |
| 1.  | Franziska Schenk | 335    |
| 2.  | Chris Witty      | 305    |
| 3.  | Sabine Völker    | 292    |
| 4.  | Marianne Timmer  | 280    |
| 5.  | Shiho Kusunose   | 230    |
| 6.  | Becky Sundstrom  | 230    |
| 7.  | Xue Ruihong      | 220    |
| 8.  | Anke Baier       | 173    |
| 9.  | Oksana Rawiłowa  | 155    |
| 10. | Kyōko Shimazaki  | 151    |

| Lp. | Zawodnik           | Punkty |
| --- | ------------------ | ------ |
| 1.  | Gunda Niemann      | 195    |
| 2.  | Tonny de Jong      | 170    |
| 3.  | Swietłana Bażanowa | 150    |
| 4.  | Claudia Pechstein  | 135    |
| 5.  | Barbara de Loor    | 112    |
| 6.  | Marianne Timmer    | 106    |
| 7.  | Kirstin Holum      | 91     |
| 8.  | Mie Uehara         | 87     |
| 9.  | Anni Friesinger    | 77     |
| 10. | Ulrike Adeberg     | 75     |

| Lp. | Zawodnik           | Punkty |
| --- | ------------------ | ------ |
| 1.  | Tonny de Jong      | 200    |
| 2.  | Gunda Niemann      | 190    |
| 3.  | Carla Zijlstra     | 160    |
| 4.  | Claudia Pechstein  | 160    |
| 5.  | Kirstin Holum      | 150    |
| 6.  | Barbara de Loor    | 140    |
| 7.  | Anni Friesinger    | 135    |
| 8.  | Swietłana Bażanowa | 110    |
| 9.  | Mie Uehara         | 105    |
| 10. | Heike Warnicke     | 97     |

### Mężczyźni

#### Wyniki
| Data                        | Miejsce                                                      | Konkurencja                                                  | Zwycięzca                                                    | 2. miejsce                                                   | 3. miejsce                                                   |
| --------------------------- | ------------------------------------------------------------ | ------------------------------------------------------------ | ------------------------------------------------------------ | ------------------------------------------------------------ | ------------------------------------------------------------ |
| 23-24 listopada 1996        | Berlin                                                       | 1500 m (23 listopada)                                        | Ids Postma                                                   | Neal Marshall                                                | Rintje Ritsma                                                |
| 23-24 listopada 1996        | Berlin                                                       | 5000 m (24 listopada)                                        | Gianni Romme                                                 | Rintje Ritsma                                                | Kjell Storelid                                               |
| 30 listopada-1 grudnia 1996 | Heerenveen                                                   | 1500 m (30 listopada)                                        | Ids Postma                                                   | Rintje Ritsma                                                | Neal Marshall                                                |
| 30 listopada-1 grudnia 1996 | Heerenveen                                                   | 10 000 m (1 grudnia)                                         | Rintje Ritsma                                                | Gianni Romme                                                 | Kjell Storelid                                               |
| 7-8 grudnia 1996            | Jeonju                                                       | 500 m (7 grudnia)                                            | Manabu Horii                                                 | Jegal Sung-yeol                                              | Grunde Njøs                                                  |
| 7-8 grudnia 1996            | Jeonju                                                       | 1000 m (7 grudnia)                                           | Sylvain Bouchard                                             | Siergiej Klewczenia                                          | Jan Bos                                                      |
| 7-8 grudnia 1996            | Jeonju                                                       | 500 m (8 grudnia)                                            | Manabu Horii                                                 | Siergiej Klewczenia                                          | Grunde Njøs                                                  |
| 7-8 grudnia 1996            | Jeonju                                                       | 1000 m (8 grudnia)                                           | Gerard van Velde                                             | Manabu Horii                                                 | Lee Kyu-hyeok                                                |
| 14-15 grudnia 1996          | Hamar                                                        | 5000 m (14 grudnia)                                          | Rintje Ritsma                                                | Gianni Romme                                                 | Keiji Shirahata                                              |
| 14-15 grudnia 1996          | Hamar                                                        | 10 000 m (15 grudnia)                                        | Andriej Kriwoszejew                                          | Kjell Storelid                                               | Bob de Jong                                                  |
| 14-15 grudnia 1996          | Ikaho                                                        | 500 m (14 grudnia)                                           | Hiroyasu Shimizu                                             | Manabu Horii                                                 | Siergiej Klewczenia                                          |
| 14-15 grudnia 1996          | Ikaho                                                        | 1000 m (14 grudnia)                                          | Kim Yun-man                                                  | Siergiej Klewczenia                                          | Manabu Horii                                                 |
| 14-15 grudnia 1996          | Ikaho                                                        | 500 m (15 grudnia)                                           | Manabu Horii                                                 | Siergiej Klewczenia                                          | Jegal Sung-yeol                                              |
| 14-15 grudnia 1996          | Ikaho                                                        | 1000 m (15 grudnia)                                          | Jegal Sung-yeol                                              | Manabu Horii                                                 | Toshiyuki Kuroiwa                                            |
| 3-4 stycznia 1997           | Calgary                                                      | 500 m (3 stycznia)                                           | Hiroyasu Shimizu                                             | Siergiej Klewczenia                                          | Jegal Sung-yeol                                              |
| 3-4 stycznia 1997           | Calgary                                                      | 1000 m (3 stycznia)                                          | Casey Fitzrandolph                                           | Jun’ichi Inoue                                               | Jegal Sung-yeol                                              |
| 3-4 stycznia 1997           | Calgary                                                      | 500 m (4 stycznia)                                           | Hiroyasu Shimizu                                             | Manabu Horii                                                 | Casey Fitzrandolph                                           |
| 3-4 stycznia 1997           | Calgary                                                      | 1000 m (4 stycznia)                                          | Casey Fitzrandolph                                           | Jegal Sung-yeol                                              | Yasunori Miyabe                                              |
| 10-12 stycznia 1997         | 94. mistrzostwa Europy w wieloboju 1997 – Heerenveen         | 94. mistrzostwa Europy w wieloboju 1997 – Heerenveen         | 94. mistrzostwa Europy w wieloboju 1997 – Heerenveen         | 94. mistrzostwa Europy w wieloboju 1997 – Heerenveen         | 94. mistrzostwa Europy w wieloboju 1997 – Heerenveen         |
| 11-12 stycznia 1997         | Milwaukee                                                    | 500 m (11 stycznia)                                          | Grunde Njøs                                                  | Casey Fitzrandolph                                           | Manabu Horii                                                 |
| 11-12 stycznia 1997         | Milwaukee                                                    | 1000 m (11 stycznia)                                         | Manabu Horii                                                 | Jan Bos                                                      | Casey Fitzrandolph                                           |
| 11-12 stycznia 1997         | Milwaukee                                                    | 500 m (12 stycznia)                                          | Siergiej Klewczenia                                          | Manabu Horii                                                 | Hiroyasu Shimizu                                             |
| 11-12 stycznia 1997         | Milwaukee                                                    | 1000 m (12 stycznia)                                         | Manabu Horii                                                 | Casey Fitzrandolph                                           | Siergiej Klewczenia                                          |
| 18-19 stycznia 1997         | Baselga di Pinè                                              | 1500 m (18 stycznia)                                         | Keiji Shirahata                                              | Jeroen Straathof                                             | Hiroyuki Noake                                               |
| 18-19 stycznia 1997         | Baselga di Pinè                                              | 10 000 m (19 stycznia)                                       | Bob de Jong                                                  | Bart Veldkamp                                                | Frank Dittrich                                               |
| 25-26 stycznia 1997         | Davos                                                        | 1500 m (25 stycznia)                                         | Jeroen Straathof                                             | Hiroyuki Noake                                               | Jason Parker                                                 |
| 25-26 stycznia 1997         | Davos                                                        | 5000 m (26 stycznia)                                         | Bob de Jong                                                  | Gianni Romme                                                 | Frank Dittrich                                               |
| 1-2 lutego 1997             | 28. Mistrzostwa świata w wieloboju sprinterskim 1997 – Hamar | 28. Mistrzostwa świata w wieloboju sprinterskim 1997 – Hamar | 28. Mistrzostwa świata w wieloboju sprinterskim 1997 – Hamar | 28. Mistrzostwa świata w wieloboju sprinterskim 1997 – Hamar | 28. Mistrzostwa świata w wieloboju sprinterskim 1997 – Hamar |
| 14-16 lutego 1997           | 91. mistrzostwa świata w wieloboju 1997 – Nagano             | 91. mistrzostwa świata w wieloboju 1997 – Nagano             | 91. mistrzostwa świata w wieloboju 1997 – Nagano             | 91. mistrzostwa świata w wieloboju 1997 – Nagano             | 91. mistrzostwa świata w wieloboju 1997 – Nagano             |
| 22-23 lutego 1997           | Innsbruck                                                    | 500 m (22 lutego)                                            | Jun’ichi Inoue                                               | Manabu Horii                                                 | Hiroyasu Shimizu                                             |
| 22-23 lutego 1997           | Innsbruck                                                    | 1000 m (22 lutego)                                           | Ådne Søndrål                                                 | Jan Bos                                                      | Kevin Overland                                               |
| 22-23 lutego 1997           | Innsbruck                                                    | 500 m (23 lutego)                                            | Hiroyasu Shimizu                                             | Jegal Sung-yeol                                              | Roger Strøm                                                  |
| 22-23 lutego 1997           | Innsbruck                                                    | 1000 m (23 lutego)                                           | Ådne Søndrål                                                 | Jeremy Wotherspoon                                           | Jan Bos                                                      |
| 28 lutego-2 marca 1997      | Inzell                                                       | 500 m (28 lutego)                                            | Hiroyasu Shimizu                                             | Manabu Horii                                                 | Siergiej Klewczenia                                          |
| 28 lutego-2 marca 1997      | Inzell                                                       | 5000 m (1 marca)                                             | Rintje Ritsma                                                | Gianni Romme                                                 | Ids Postma                                                   |
| 28 lutego-2 marca 1997      | Inzell                                                       | 500 m (1 marca)                                              | Hiroyasu Shimizu                                             | Manabu Horii Siergiej Klewczenia                             |                                                              |
| 28 lutego-2 marca 1997      | Inzell                                                       | 1000 m (2 marca)                                             | Manabu Horii                                                 | Ådne Søndrål                                                 | Jan Bos                                                      |
| 28 lutego-2 marca 1997      | Inzell                                                       | 1500 m (2 marca)                                             | Rintje Ritsma                                                | Martin Hersman                                               | Keiji Shirahata                                              |
| 7-9 marca 1997              | 2. mistrzostwa świata na dystansach 1997 – Warszawa          | 2. mistrzostwa świata na dystansach 1997 – Warszawa          | 2. mistrzostwa świata na dystansach 1997 – Warszawa          | 2. mistrzostwa świata na dystansach 1997 – Warszawa          | 2. mistrzostwa świata na dystansach 1997 – Warszawa          |

#### Klasyfikacje
| Lp. | Zawodnik            | Punkty |
| --- | ------------------- | ------ |
| 1.  | Hiroyasu Shimizu    | 380    |
| 2.  | Manabu Horii        | 375    |
| 3.  | Siergiej Klewczenia | 345    |
| 4.  | Jegal Sung-yeol     | 285    |
| 5.  | Jun’ichi Inoue      | 275    |
| 6.  | Casey Fitzrandolph  | 245    |
| 7.  | Yasunori Miyabe     | 215    |
| 8.  | Mike Ireland        | 193    |
| 9.  | Hiroaki Yamakage    | 159    |
| 10. | Grunde Njøs         | 157    |

| Lp. | Zawodnik            | Punkty |
| --- | ------------------- | ------ |
| 1.  | Manabu Horii        | 315    |
| 2.  | Casey Fitzrandolph  | 275    |
| 3.  | Siergiej Klewczenia | 255    |
| 4.  | Jan Bos             | 253    |
| 5.  | Jegal Sung-yeol     | 228    |
| 6.  | Gerard van Velde    | 220    |
| 7.  | Ådne Søndrål        | 204    |
| 8.  | Jeremy Wotherspoon  | 198    |
| 9.  | Jun’ichi Inoue      | 190    |
| 10. | Kim Yun-man         | 159    |

| Lp. | Zawodnik         | Punkty |
| --- | ---------------- | ------ |
| 1.  | Rintje Ritsma    | 165    |
| 2.  | Neal Marshall    | 155    |
| 3.  | Hiroyuki Noake   | 150    |
| 4.  | Jeroen Straathof | 147    |
| 5.  | Ids Postma       | 136    |
| 6.  | Keiji Shirahata  | 125    |
| 7.  | KC Boutiette     | 120    |
| 8.  | Martin Hersman   | 117    |
| 9.  | Jason Parker     | 92     |
| 10. | Wadim Sajutin    | 63     |

| Lp. | Zawodnik            | Punkty |
| --- | ------------------- | ------ |
| 1.  | Rintje Ritsma       | 195    |
| 2.  | Gianni Romme        | 185    |
| 3.  | Bob de Jong         | 170    |
| 4.  | Kjell Storelid      | 155    |
| 5.  | Bart Veldkamp       | 150    |
| 6.  | Frank Dittrich      | 150    |
| 7.  | Keiji Shirahata     | 125    |
| 8.  | Wadim Sajutin       | 107    |
| 9.  | Andriej Kriwoszejew | 95     |
| 10. | Ids Postma          | 87     |